# Dialogue avec Tryphon
Le Dialogue avec Tryphon est un texte d'apologétique chrétienne du deuxième siècle, documentant les tentatives du théologien Justin de Naplouse (dit aussi « Justin Martyr ») de montrer que le christianisme est la nouvelle loi pour tous les hommes et de prouver par les Écritures que Jésus est le Messie.

## Présentation
Le Dialogue avec Tryphon est connu par un seul manuscrit du XIVe siècle (le codex Parisinus gr. 450), qui est lui-même repris avec des erreurs par un autre du XVIe siècle.
Le Dialogue, rédigé après la première Apologie pour les chrétiens (vers 155), est le premier ouvrage conservé et daté consacré uniquement à la controverse avec le judaïsme,. Ce texte utilise le procédé littéraire d'une conversation intellectuelle entre Justin et Tryphon le Juif. Il a été émis l'hypothèse que le rabbin avec qui il aurait eu cette controverse était Rabbi Tarfon. L'ouvrage conclut que les chrétiens sont le véritable peuple de Dieu.
L’entretien, à la fois courtois et incisif, rapporté par ce texte est censé s’être déroulé peu de temps après la révolte juive de Bar Kokhba (132-135) .
Justin y reproche à ses interlocuteurs juifs, qu’il appelle ses amis , d’écouter ceux qui ne reconnaissent pas en Jésus « le Christ du Dieu tout-puissant . »
Il reproche aux Juifs la mort du Christ .
Il a le regret de constater que les Juifs, après avoir « excommunié » les disciples de Jésus , prient « […] en maudissant dans [leurs] synagogues ceux qui croient au Christ »  ; « […] vous nous haïssez », dit-il à ses interlocuteurs « et nous mettez à mort nous aussi […] chaque fois que vous en avez la faculté, et vous le maudissez [vous maudissez le Christ] sans cesse, lui et ses disciples […]  (traduction de Bernard Pouderon). »
Il ne fait cependant pas des Juifs une race à part, une race maudite, puisqu’il affirme que les judéo-chrétiens, qui, tout en observant les prescriptions de la Loi juive, reconnaissent en Jésus le Christ tant attendu, seront sauvés. Il va même jusqu’à dire que si des circoncis, respectant la Loi juive et ses obligations (sans toutefois vouloir les imposer aux autres chrétiens), reconnaissent Jésus comme le Christ, « προσλαμβάνεσθαι καὶ κοινωνεῖν ἁπάντων, ὡς ὁμοσπλάγχνοις καὶ ἀδελφοῖς, δεῖν ἀποφαίνομαι », « je pense qu'il faut les accueillir et entrer en communion avec eux comme avec des frères nés des mêmes entrailles  (traduction Bernard Pouderon ; texte grec du site de Philippe Remacle). »
À la fin du dialogue, Tryphon regrette que ce genre de débats entre juifs et chrétiens ne soit pas plus fréquent  ; Justin souhaite voir ses interlocuteurs cesser de s’aligner sur les positions pharisiennes .
En attendant, chacun reste sur ses positions

#### Éditions en français
- Justin martyr (trad. du grec), Œuvres complètes, Migne, 1994, 429 p., Collection Bibliothèque (ISBN 978-2908587173), « Dialogue avec le juif Tryphon (Dialogus cum Tryphone Iudaeo) », p. 99-315.
- Justin de Naplouse, Premiers écrits chrétiens, Paris, Gallimard, coll. « Bibliothèque de la Pléiade », 20 octobre 2016, 1648 p. (ISBN 978-2070134861), « Dialogue avec le juif Tryphon », p. 400-573.

#### Études
- Max Lejbowicz, « Justin Martyr, Dialogue avec Tryphon », Cahiers de recherches médiévales et humanistes. Journal of medieval and humanistic studies,‎ 11 juillet 2008 (ISSN 2115-6360, DOI 10.4000/crm.240, lire en ligne, consulté le 19 octobre 2022)